# 独山香草
独山香草（学名：Lysimachia dushanensis）是报春花科珍珠菜属的植物，为中国的特有植物。分布在中国大陆的广西、贵州等地，生长于海拔900米的地区，常生长在山谷水边，目前尚未由人工引种栽培。
其种加词“dushanensis”意为“贵州独山县的”。